# Seaside (Kalifornija)
Seaside je grad u američkoj saveznoj državi Kalifornija. Prema popisu stanovništva iz 2010. u njemu je živjelo 33.025 stanovnika.